# 國民協會 (朝鮮)
国民協会（：／）是朝鮮日治時期的社会運動团体，主張爭取朝鮮人的參政權和自治權，消除日人與韩人差别待遇、實施联邦制等。1920年1月18日由閔元植、金明濬、韓永源、金丸等人在朝鮮京城府成立，1945年8月15日解散。
国民協会多次提出容許朝鮮人參政權與自治權、消除日人與韩人差别待遇等要求。可是朝鲜总督府的回答都是「为时尚早」。1945年2月，尹致昊、朴重陽等朝鲜名流12人經由日本天皇的推荐，被選爲貴族院議員。 1945年4月11日，朝鲜总督府提出朝鮮人和台湾人的參政權許可及衆議院選擧立后補許可，但是還未能实现，該協會便於日本敗戰后的1945年8月15日解散。

## 外部連結
- 국민협회(國民協會)（页面存档备份，存于）
- [제국의 황혼 '100년전 우리는'] [126] 양근환, 친일파 민원식 처단
- 崔埈、"韓國新聞史"(一潮閣、1960)

（页面存档备份，存于）